# Visby-Hassing-Villerslev-Hørdum-Skyum Pastorat
Visby-Hassing-Villerslev-Hørdum-Skyum Pastorat er et pastorat i Sydthy Provsti og i Hassing Herred. Pastoratet blev oprettet den 1. maj 2015.

## Reformationen
Ved Reformationen blev der oprettet tre pastorater i den østlige del af Hassing Herred. Det var Skyum-Hørdum, Hassing-Villerslev og Visby-Heltborg, (dog ligger Heltborg Sogn i Refs Herred).

## Kommuner
Skyum-Hørdum, Hassing-Villerslev og Visby-Heltborg blev sognekommuner i 1842. I 1970 blev de tre gamle sognekommuner en del af Sydthy Kommune, der i 2007 blev en del af Thisted Kommune. 

## Pastorater
I 1962 flyttede præsten i Skyum-Hørdum Pastorat fra Skyum Præstegård til den nyopførte præstebolig i Koldby i Hørdum Sogn, og pastoratet skiftede navn til Hørdum-Skyum Pastorat.
I begyndelsen af 1970'erne blev Hassing-Villerslev Pastorat delt, så det ene sogn kom til Bedsted-Grurup-Hassing Pastorat, mens det andet sogn kom til Hørdum-Skyum-Villerslev Pastorat. Få år senere blev de to sogne genforenede i et nyt 4-sognspastorat (Visby-Heltborg-Hassing-Villerslev), der eksisterede indtil 30. april 2015. 

## Menighedsråd
I november 2012 blev der valgt fire menighedsråd i det nuværende pastorat. Der er Skyum Sogns Menighedsråd, Hørdum Sogns Menighedsråd, Hassing Sogns Menighedsråd og Visby-Villerslev Sognes Menighedsråd.
I november 2016 vælges der to menighedsråd i pastoratet. Der er Hørdum-Skyum Sognes Menighedsråd og Visby-Hassing-Villerslev Sognes Menighedsråd.

## Nabopastorat
Boddum-Ydby Pastorat blev oprettet ved Reformationen. Boddum-Ydby var en sognekommune i 1842-1970, derefter en del af Sydthy Kommune og nu en del af Thisted Kommune.
Den 1. maj 2015 blev de tre nordøstligste sogne i Refs Herred forenede til Boddum-Ydby-Heltborg Pastorat.